# Andrea Vyacheslavovich Chukanov
Andrea Chukanov (tiếng Nga: Андреа Чуканов; sinh ngày 18 tháng 12 năm 1995) là một cầu thủ bóng đá người Nga được sinh ra tại Ý và hiện đang thi đấu cho câu lạc bộ FC Orenburg.

## Sự nghiệp
Anh có màn ra mắt tại giải bóng đá Quốc gia Nga cho FC Tyumen vào ngày 30 tháng 8 năm 2015 trong trận đấu với Zenit-2 St. Petersburg, khi vào sân thay người phút 92. Vào mùa hè năm 2017, đã có những thông báo rằng Chukanov sẽ gia nhập Orenburg, nhưng vụ chuyển nhượng bị đổ bể và cầu thủ này đã gia hạn hợp đồng với Tyumen.
Một năm sau, Orenburg tiếp tục nỗ lực chuyển nhượng và đã ký hợp đồng với Chukanov. Ngày 28 tháng 7 năm 2018, Chukanov có lần đầu tiên xuất hiện tại Premier League khi đá chính trận đấu vòng 1 với Spartak Moskva. Ngày 12 tháng 8 năm 2018, anh ghi bàn thắng duy nhất của trận đấu ở phút 90+1 giúp Orenburg thắng đương kim vô địch Lokomotiv. Đây cũng là bàn thắng đầu tiên của anh tại giải bóng đá Ngoại hạng Nga.

## Đời sống cá nhân
Andrea Chukanov là con trai của vận động viên cưỡi ngựa người Liên Xô vô địch Thế vận hội năm 1980, Vyacheslav Chukanov.
Anh sinh ra ở Ý vào thời điểm cha anh sống và làm việc ở đó được sáu năm. Mẹ anh cũng là người Nga. Anh có giấy khai sinh của Ý nhưng không có hộ chiếu và gia đình anh không muốn nộp đơn xin quốc tịch mặc dù đủ điều kiện. Khi Chukanov lên 6, gia đình anh chuyển về St. Petersburg, nơi anh bắt đầu sự nghiệp của mình. Khi sống ở Cosenza, anh đã có hứng thú với bóng đá và cổ vũ cho S.S. Lazio - đội bóng yêu thích của cha anh. Chukanov cũng từng tiết lộ rằng Hernán Crespo là thần tượng bóng đá thời thơ ấu của mình.